# Bo Balderson
Bo Balderson er et svensk forfatterpseudonym. Har skrevet den humoristiske krimiserie om "Ministeren" (bl.a. Mord i ministerens Have og Mord mens ministeren Sover).
Hvem Bo Balderson er, har ingen endnu fundet ud af, men blandt andre Olof Palme, Astrid Lindgren og flere andre kendte svenskere er – fra tid til anden – blevet udråbt som forfatterens sande identitet.  Ingen af de mange udråbte personer har været bekræftet eller dementeret af agenten Nordin Agency (Bengt Nordin), der repræsenterer Bo Balderson.  Nordin har oplyst, at kun tre personer kender Baldersons identitet, samt at forfatteren bag pseudonymet stadig lever (pr. 2009).